# Радослав Рачић
Радослав Рачић (Деспотовац, 13. септембар 1954) је српски политичар, спец. педагог и дугогодишњи председник општине Деспотовац.

## Биографија
Дефектолошки факултет (дипл. спец. педагог) завршио је у Београду. По завршетку студија радио је као професор у школама у Ћуприји, да би 1984. основао Центар за социјални рад у Деспотовцу, чији је директор (у два наврата) око 25 година. Од 1992. до 2001. године био је председник СО Деспотовац. У два мандата био је заменик министра вера у Влади Републике Србије.
Један је од оснивача манифестације Дани српског духовног преображења.